# Hub Hubben
Hub. Hubben (Kerkrade, 3 juli 1946 – 's-Gravenvoeren, 12 juni 2025) was een Nederlands journalist, schrijver en grafisch vormgever, die jarenlang voor de Volkskrant schreef over design en typografie. 

## Leven en werk
Hubben was als vormgever begonnen bij Het Vrije Volk in 1969 om twee jaar later over te stappen naar de Volkskrant.Hij verzorgde de lay-out van de dagelijkse krant. Sinds de jaren tachtig schreef hij in de Volkskrant over grafische vormgeving en het vakgebied, en maakte naam als autoriteit op het vlak van boekverzorging. Tussen 1984 en 1988 vulde hij vrijwel wekelijks een column in Het Vervolg van de Volkskrant. Daarna verschenen zijn artikelen in de boekenbijlage. Dit werk is gebundeld onder de titels Boekengek (1995)  en Het tomeloze talent in grafisch Nederland (2000), een boekwerk van ruim 500 pagina's. In 1989 had hij zijn eerste boek gepubliceerd over het werk van het Amsterdamse ontwerpbureau Total Design. 
Hubben gaf vele jaren leiding aan de redactie Vormgeving die zou uitgroeien tot de grootste deelredactie van de Volkskrant. Oorzaken: het toenemde aantal bijlagen en de technologische vernieuwingen. Het zetten in lood werd vervangen door electronisch zetten en opmaken.
Met vier andere bekende Nederlandse grafisch vormgevers, Anthon Beeke, Dick Dooijes, William Pars Graatsma en Gerard Unger was hij in 1991 geselecteerd om was zijn visie te geven de boekverzorging in de jaren zeventig en tachtig. Deze samenwerking leidde tot de publicatie van het boek, getiteld De Verloren Jaren: Persoonlijke visies op De Best Verzorgde Boeken 1971 tot en met 1985, uitgegeven door de Walburg Pers in 1991. Deze selectie werd later dat jaar geëxposeerd in het Stedelijk Museum Amsterdam.
In 2002 zat Hubben samen met Anton Korteweg, Lieke van Duin en Dirk van Weelden in de jury van de Woutertje Pieterse Prijs.
Andere opdrachtgevers waren, onder meer, de Bijenkorf en het Vlaamse dagblad De Standaard.
Hubben overleed op 78-jarige leeftijd in België.

## Publicaties, een selectie
- Hub. Hubben Ontwerp: Total Design : de jaren tachtig, Inmerc, 1989.
- Hub. Hubben Boekengek, De Buitenkant, 1995.
- Hub. Hubben Het tomeloze talent in grafisch Nederland, De Buitenkant, 2000.
- Hub. Hubben Omslag: J. Tapperwijn. Omslagen van Ary Langbroek en J. Tapperwijn
- Hub. Hubben Adieu Wibautstraat : kroniek van een krantengebouw, de Volkskrant, 2007.
- Hub. Hubben De laatste loodjes, de Buitenkant/de Volkskrant 2007.

## Receptie
In het boek "Laatste loodjes" van Hub. Hubben uit 2006 wordt hij gepresenteerd als een "Een man uit duizenden." Er volgt de volgende omschrijving door een collega:  
Hub. Hubben is een perfectionist en dat is in de journalistiek een uitzonderlijke eigenschap. Hij haat amateurs die zich voordoen als deskundigen en hij gruwt van wansmaak op papier.
Hubben is een bijzonder mens. Niet omdat hij zo bijzonder is, maar omdat hij zoveel uiteenlopende eigenschappen in zich verenigt. Hij is van huis uit een zeer gerespecteerde vormgever, maar is vooral bekend van zijn columns over boeken & grafische vormgeving in ‘de Volkskrant’. Erik Terlouw, artdirector van Trouw. Laatste loodjes, 2007.
In datzelfde jaar, in 2007, beschreef Hans Hafkamp Hubben in De Boekenwereld als een "voormalig vormgever van de Volkskrant, die als redacteur van deze krant als een van de heel weinigen in Nederland decennialang journalistiek aandacht besteedde aan onderwerpen als typografie, bibliofilie en grafische vormgeving."